# 舍爾特·巴斯
舍爾特·J·巴斯（英語：Schelte J. Bus，1956年—）是一位美國天文學家，夏威夷大學天文研究所小行星發現者，美國國家航空暨太空總署位於美國夏威夷毛納基山天文台美國國家航空暨太空總署紅外望遠鏡設施副主任。

## 生平
巴斯於1979年畢業於加州理工學院，獲得理學學士學位。1999年，他獲得麻省理工學院博士學位。2002年，巴斯與麻省理工學院的理查德·P·賓澤爾合作，在一項光譜調查中進一步加深了人們對主帶小行星的了解。該計畫被稱為小主帶小行星光譜調查第二階段（SMASSII），是在先前對主帶小行星的調查基礎上建立的。可見波長（435至925奈米）的光譜數據是在1993年8月至1999年3月期間收集的。
巴斯曾在尤金·舒梅克的指導下工作。截至2017年，舍爾特·巴斯擔任夏威夷大學天文研究所天文學家、美國國家航空暨太空總署紅外望遠鏡設施副主任。

## 榮譽
小行星3254由愛德華·鮑威爾於1982年發現，並以他的名字命名。

## 外部連結
- Bus' Personal Home Page